# Sörös Béla
Sörös Béla (Belo Sörös; Nemespécsely, 1877. március 14. - Losonc, 1939. október 2.) református püspök.

## Élete
Sörös Géza nemespécselyi lelkész és Mórocza Lilla első gyermeke.
Kolozsvárott, Pápán, Budapesten és Edinburghben végzett teológiát. Hazajövetele után Szász Károly püspök segédlelkésze lett Budapesten. 1901 nyarától az Országos Gyűjtőfogház, a Lorántffy Zsuzsanna Egyesület, illetve a budapesti skót misszió magyar lelkésze lett. 1906-tól Losonc lelkipásztora volt. 1921-től a Dunáninneni egyházkerület főjegyzője, 1938-tól a szlovenszkói dunáninneni református egyházkerület püspöke lett, 1939-ben zsinati rendes taggá választották. Ő fogadta a losonci állomáson a Lengyelországból érkező menekültek szerelvényét.
Alapítója, igazgatója és részben fenntartója is volt a Losoncon 1925-ben megszervezett református teológiai szemináriumnak. A csehszlovák államfordulat után sokat tett a református egyház újjászervezéséért. Püspöksége idején indította el a Református összefogás elnevezésű mozgalmat. Az Összefogás egyházi társadalmi havilap és a Felsőnógrád főszerkesztője volt.

## Művei
- 1904 A magyar liturgia története I.
- 1917 A losonci református egyháztanács vallástétele